# Jacqueline Zoch
Jacqueline Jean "Jackie" Zoch (Madison, 8 giugno 1949) è un'ex canottiera statunitense, vincitrice della medaglia di bronzo nel otto a Montréal 1976.

## Palmarès
- Giochi olimpici

Montréal 1976: bronzo nell'otto.